# Aphelia drummondii
Aphelia drummondii là một loài thực vật có hoa trong họ Centrolepidaceae. Loài này được (Hieron.) Benth. mô tả khoa học đầu tiên năm 1878.